# Campbell County, Wyoming
Campbell County är ett administrativt område i delstaten Wyoming, USA, med 46 133 invånare vid 2010 års federala folkräkning, vilket gör det till det tredje folkrikaste countyt i delstaten. Den administrativa huvudorten (county seat) är Gillette.

## Geografi
Enligt United States Census Bureau har countyt en total area på 12 437 km². 12 424 km² av den arean är land och 13 km² är vatten. 

### Angränsande countyn
- Sheridan County, Wyoming - väst
- Johnson County, Wyoming - väst
- Converse County, Wyoming - syd
- Weston County, Wyoming - öst
- Crook County, Wyoming - öst
- Powder River County, Montana - nord

## Historia
Campbell County skapades 21 februari 1911 från områden som tidigare tillhört Crook County och Weston County. Countyt namngavs efter John Allen Campbell (1835–1880), guvernör i Wyomingterritoriet.

## Orter
Invånarantal vid 2010 års folkräkning anges inom parentes.

### Större stad (city)
Självstyrande stadskommun med minst 4 000 invånare.
- Gillette (29 087), huvudort

### Småstad (town)
Självstyrande stadskommun med mindre än 4 000 invånare.
- Wright (1 807)

### Census-designated places
En Census-designated place (CDP) är en ort utan kommunalt självstyre.
- Antelope Valley-Crestview (1 658)
- Sleepy Hollow (1 308)

### Övriga mindre orter
- Recluse
- Rozet
- Weston